# Basket-ball aux Jeux olympiques d'été de 1936
Pour des articles plus généraux, voir Basket-ball aux Jeux olympiques et Jeux olympiques d'été de 1936.
Navigation
Londres 1948
L'épreuve de basket-ball organisée dans le cadre des Jeux olympiques d'été de 1936 se déroule à Berlin, en Allemagne, du 7 au 14 août 1936. Il s'agit de la première édition officielle de ce tournoi. Le tournoi se déroule sur les terrains de tennis du Reichssportfeld.
La sélection américaine masculine remporte la médaille d'or.
Le 14 août 1936, la finale oppose la sélection des États-Unis au Canada sous une pluie diluvienne. Les États-Unis prennent rapidement l'avantage au score avant de pratiquer un jeu fermé, en faisant circuler le ballon durant de longues minutes. La victoire revient aux États-Unis par 19 à 8 ( mi-temps 14-4). L'américain Joe Fortenberry termine meilleur marqueur du match avec 8 points.
Cette finale s'est déroulée sous les yeux du docteur James Naismith, inventeur américain du basket-ball en 1891.

## Podium final hommes
| Or | Argent | Bronze |
| États-Unis Sam Balter Ralph Bishop Joe Fortenberry Tex Gibbons Francis Johnson Carl Knowles Frank Lubin Art Mollner Donald Piper Jack Ragland Willard Schmidt Carl Shy Duane Swanson Bill Wheatley | Canada Gordon Aitchison Ian Allison Art Chapman Chuck Chapman Edward Dawson Irving Meretsky Doug Peden James Stewart Malcolm Wiseman | Mexique Carlos Borja Víctor Borja Rodolfo Choperena Luis de la Vega Raúl Fernández Andrés Gómez Silvio Hernández Francisco Martínez Jesús Olmos José Pamplona Greer Skousen |

## Compétition

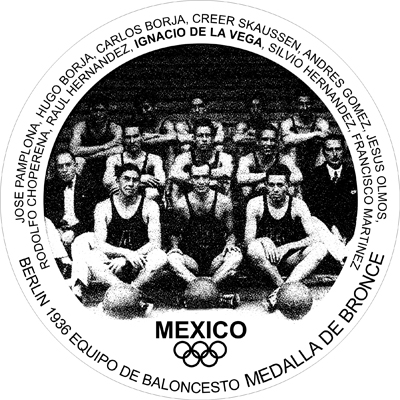
L'équipe mexicaine médaillée de bronze

### Hommes

#### Classement 1 à 4
|  | Tour de classement | Tour de classement |            |    | 1re place | 1re place |
|  | Tour de classement | Tour de classement |            |    | 1re place | 1re place |
|  |                    |                    |            |    |           |           |
|  |                    |                    |            |    |           |           |
|  |                    |                    |            |    |           |           |
|  | États-Unis         | 25                 |            |    |           |           |
|  | États-Unis         | 25                 |            |    |           |           |
|  | Mexique            | 10                 |            |    |           |           |
|  | Mexique            | 10                 | États-Unis | 19 |           |           |
|  |                    |                    | États-Unis | 19 |           |           |
|  |                    | Canada             | 8          |    |           |           |
|  | Canada             | Canada             | 8          | 42 |           |           |
|  | Canada             |                    |            | 42 |           |           |
|  | Pologne            | 15                 |            |    |           |           |
|  | Pologne            | 15                 | 3e place   |    |           |           |
|  |                    |                    |            |    |           |           |
|  |                    |                    |            |    |           |           |
|  |                    |                    |            |    |           |           |
|  | Mexique            | 26                 |            |    |           |           |
|  | Mexique            | 26                 |            |    |           |           |
|  | Pologne            | 12                 |            |    |           |           |
|  | Pologne            | 12                 |            |    |           |           |

Source : Maxi-Basket